# EUFOR RD Congo
Força de la Unió Europea RD Congo, més coneguda com a EUFOR RD Congo, va ser un breu desplegament Unió Europea el 2006 a la República Democràtica del Congo. El 25 d'abril de 2006, el Consell de Seguretat de les Nacions Unides va adoptar la Resolució 1671 (2006), que autoritza el desplegament temporal d'una força de la Unió Europea per donar suport a la Missió de les Nacions Unides a la República Democràtica del Congo (MONUC) durant el període que abasta les eleccions generals a la RD Congo, que va començar el 30 de juliol de 2006.

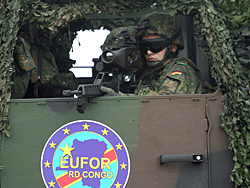
Tropes alemanyes d'EUFOR

El Consell Europeu va aprovar el llançament de l'operació militar de la UE i va nomenar comandant de l'operació al tinent general Karlheinz Viereck (Alemanya) i comandant general de la força de la UE, Christian Damay (França). La seu central operativa va ser el Comandament Operatiu de les forces armades designat per Alemanya - Einsatzführungskommando - a Potsdam, Alemanya.
La missió va ser l'encarregada de:
- donar suport i donar seguretat a les instal·lacions i al personal de la MONUC;
- contribuir a la protecció de l'aeroport a Kinshasa;
- contribuir a la protecció de civils sota amenaça imminent de violència física;
- operacions d'evacuació en cas d'emergència.

La missió va finalitzar el 30 de novembre de 2006.